# Brocoli chinois
Brassica oleracea var. alboglabra
Variété
Classification phylogénétique
Le brocoli chinois (latin : Brassica oleracea var. alboglabra), également appelé Gai lan ou Kai-lan (prononciation des langues du sud de la chine chinois simplifié : 芥兰 ; chinois traditionnel : 芥蘭 ; pinyin : jiè lán ; cantonais Jyutping : gaai³ laan⁴ ou 芥蓝 / 芥藍, gàilán, cantonais Jyutping : gaai³ laam⁴, le jié étant privilégié dans les dialectes du mandarin (Nord ou Sud)) est une variété de chou de la famille des Brassicacées. Elle est utilisée comme plante potagère, originaire du sud de la Chine dans la région de Canton, elle est principalement consommée en Extrême Orient et en Asie du Sud-Est.

## Description
Du point de vue botanique, le brocoli chinois est, d'après le département australien des industries du primaire (en), plus étroitement lié au chou européen ou au brocoli européen qu'au wombok (issu du choux chinois de Pékin), bien que dans son cas la plante entière est consommée (feuilles, tiges, capitules, inflorescence). Selon la même source, le brocoli chinois a pour origine la Méditerranée et serait l'une des plus anciennes variétés de Brassica cultivées.

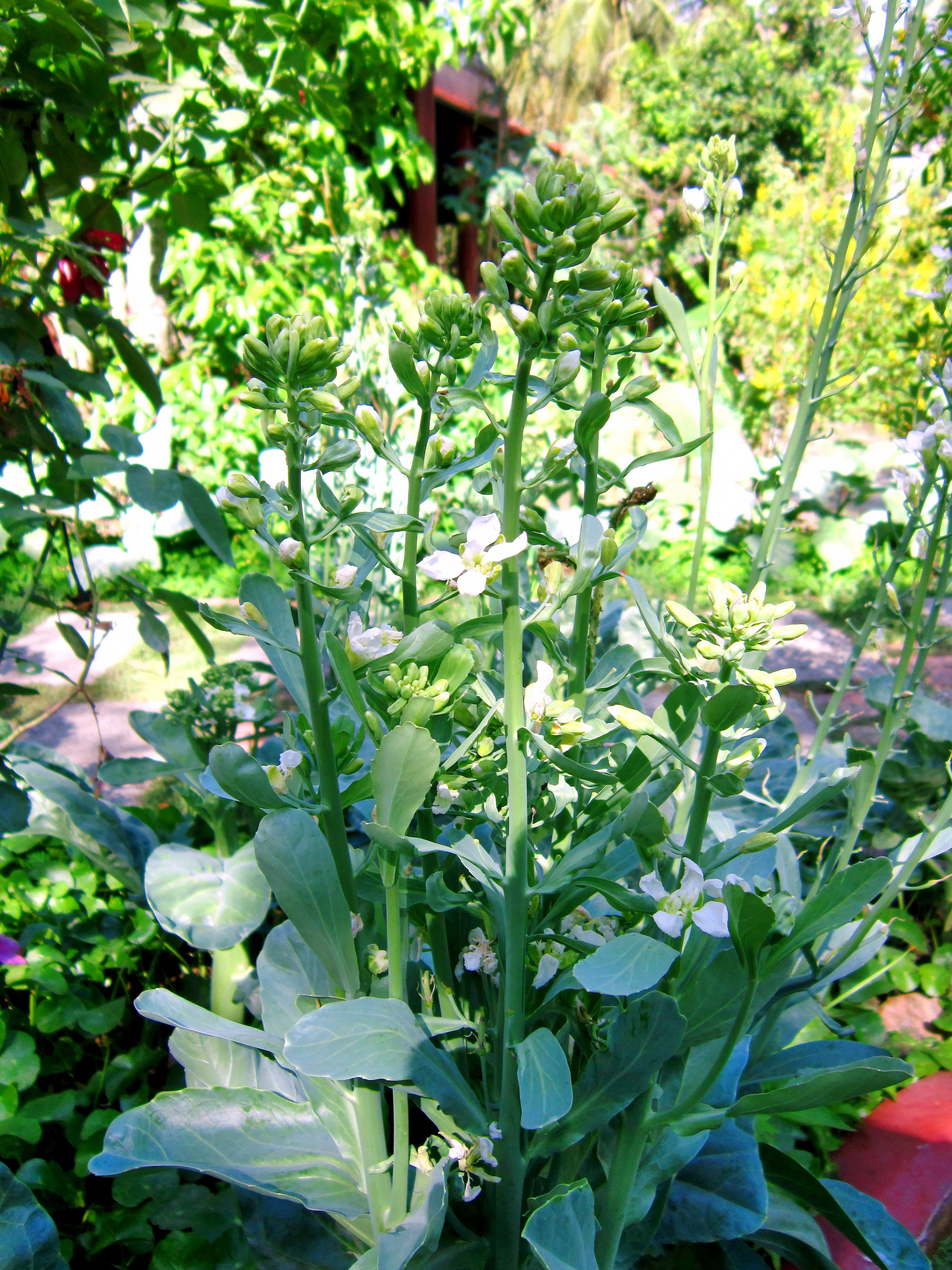
Brocoli chinois en fleur.
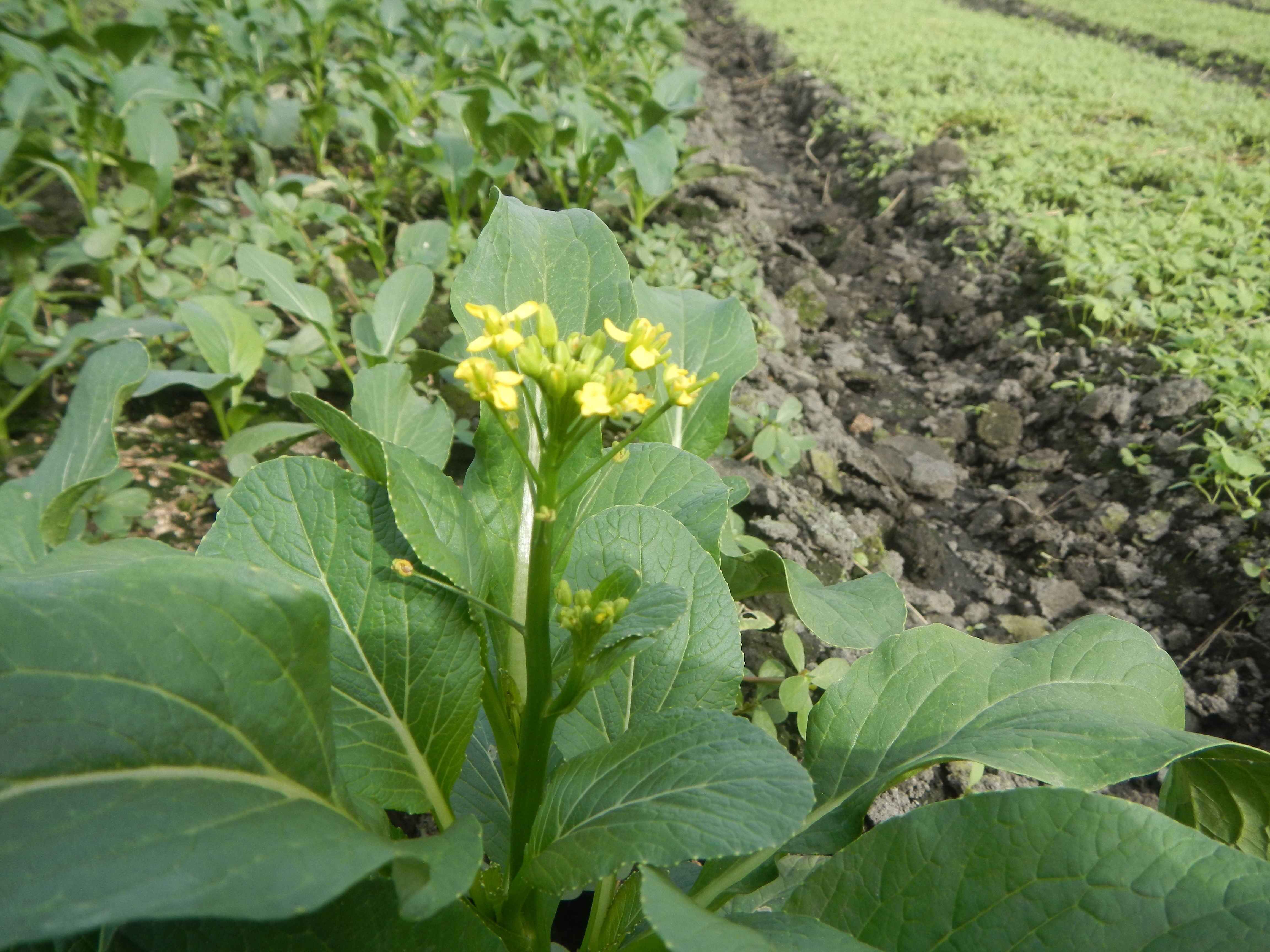
Champs aux Philippines.
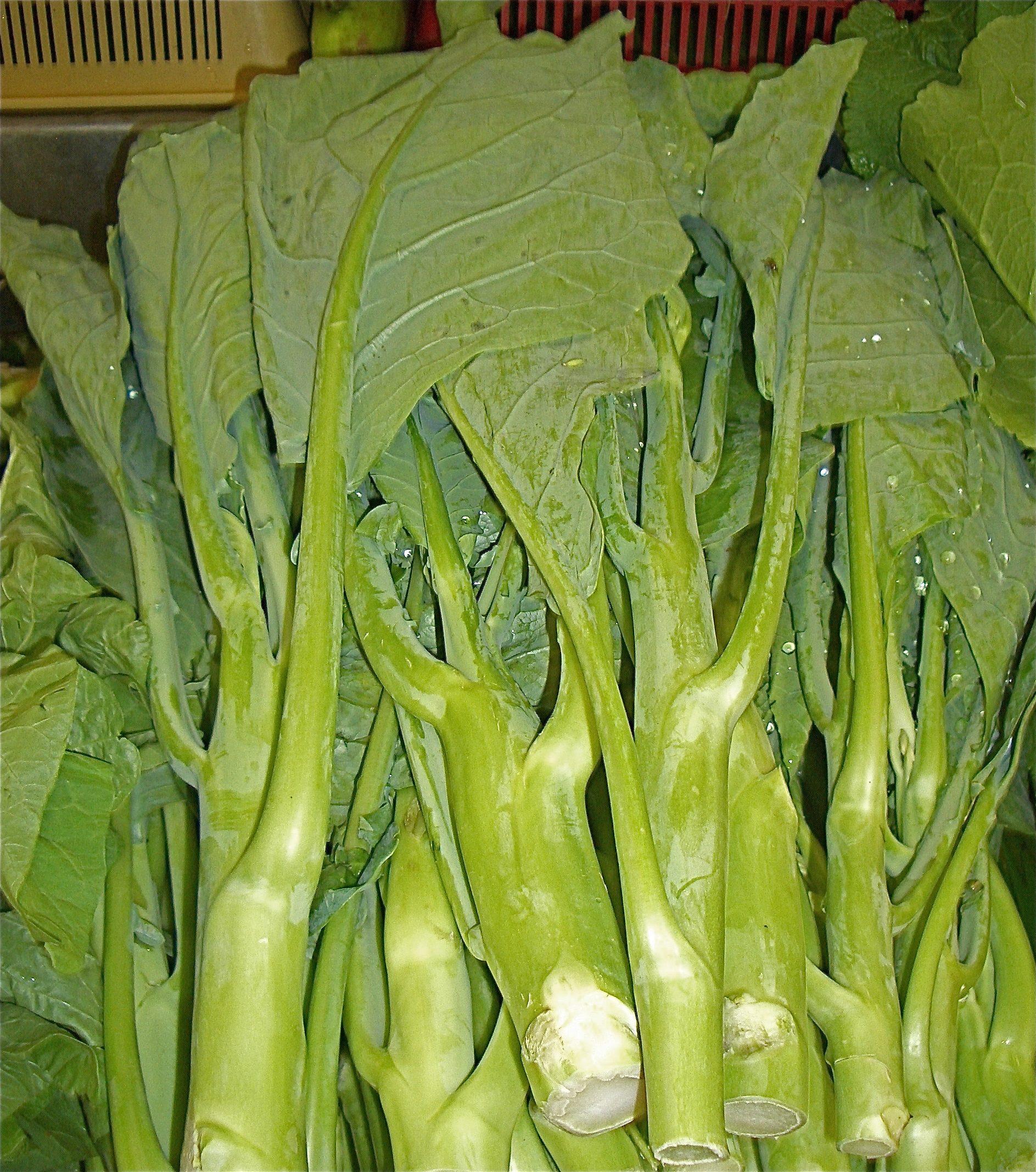
Vente sur un marché (lieu inconnu).

## Cuisine
Contrairement au brocoli traditionnel dont seule l'inflorescence immature est généralement mangée, la tige est également mangée en enlevant la peau et en coupant en tranche de biais. Le brocoli chinois est consommé pour ses feuilles, ses tiges et ses fleurs. Le brocoli chinois est utilisé dans la cuisine chinoise, coréenne (coréen : 가이란, gailan), japonaise (japonais : カイラン, kairan, cultivée dans la préfecture de Fukuoka sur l'île de Kyūshū), philippine, thaïlandaise (thaï : คะน้า ; khana), et vietnamienne.
En Chine, il est notamment utilisé dans les cuisines du Sud, telle que la cuisine cantonaise (ce qui explique que le nom dans les boutiques soit souvent dans la prononciation cantonaise), où il est sauté ou cuit à la vapeur.
En Corée, on le saute avec des tteokbokki (pâtes de riz gluant), du porc en y ajoutant de la sauce gochujang.
Dans la cuisine vietnamienne en préparation au wok avec du gingembre et de l'ail, bouilli, ou cuit à la vapeur.
Un plat typique de Thaïlande utilisant cette plante est le phak khana mu krop (thaï : ผักคะน้า ูกรอบ), où elle est sautée avec de l'ail, du piment et de la viande de porc, ou le mu manao (หมูมะนาว), qui contient également du citron.

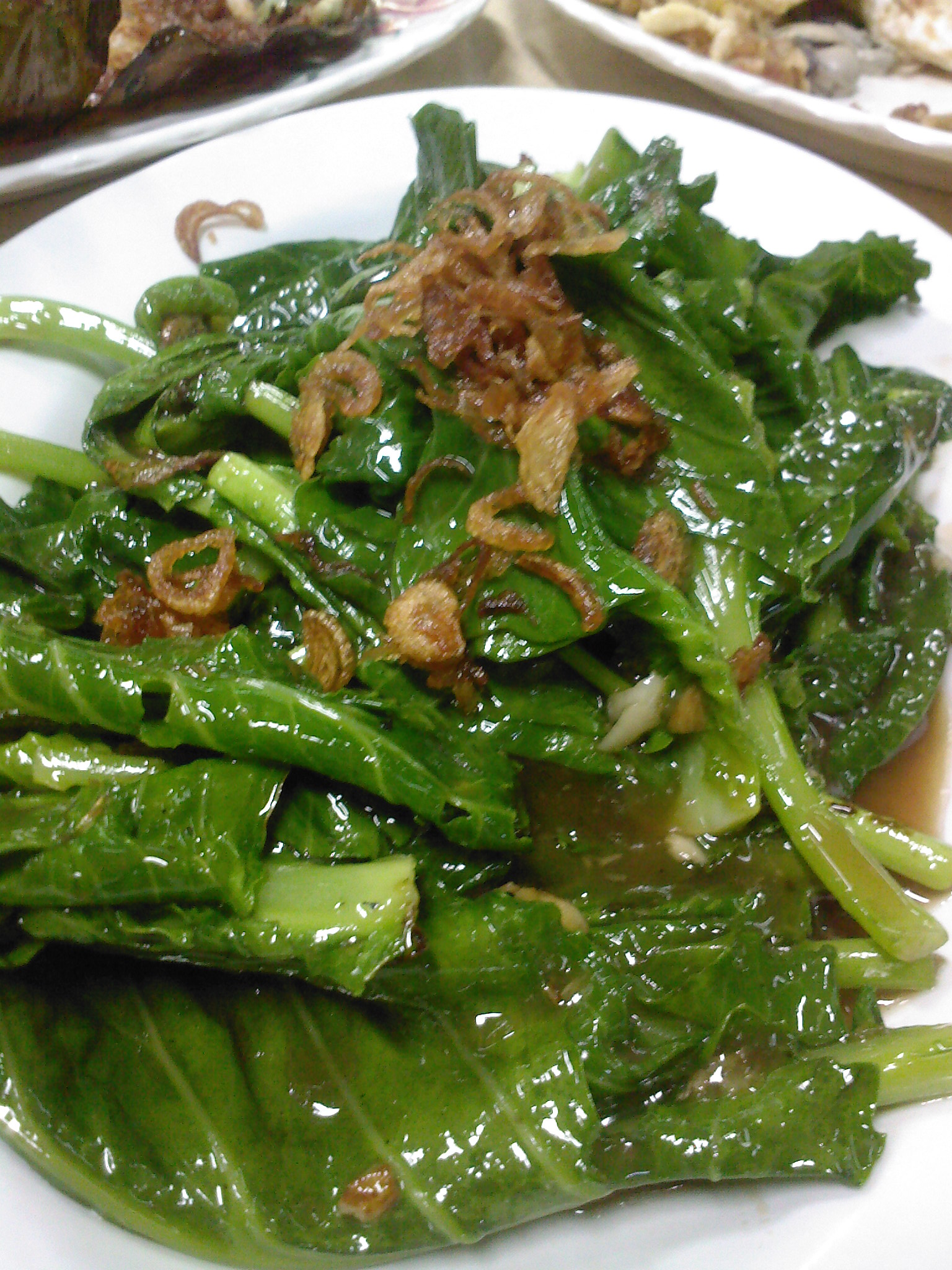
Jeunes pousses sautées à la cantonaise.
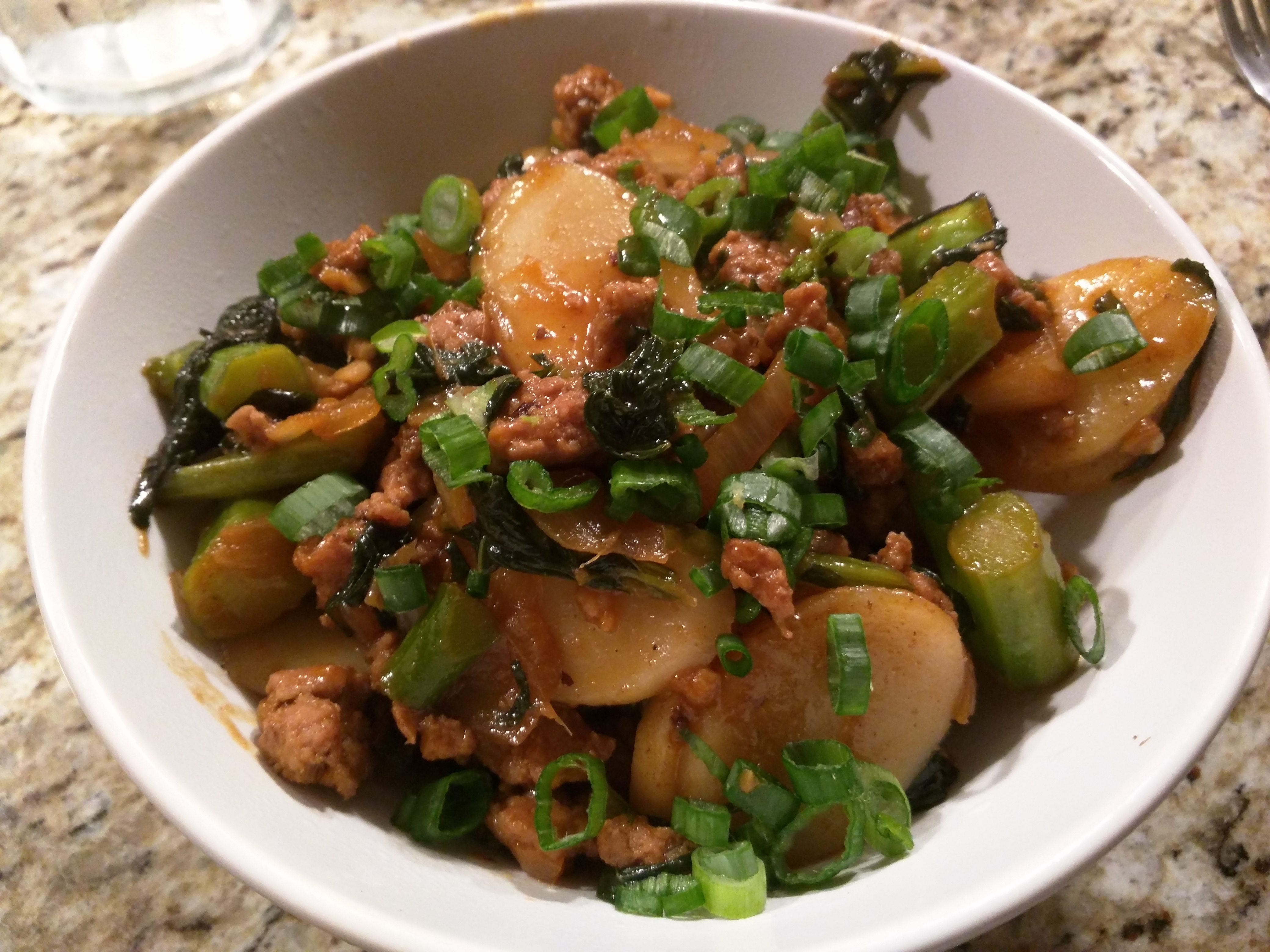
avec porc et tteokbokki, à la coréenne.
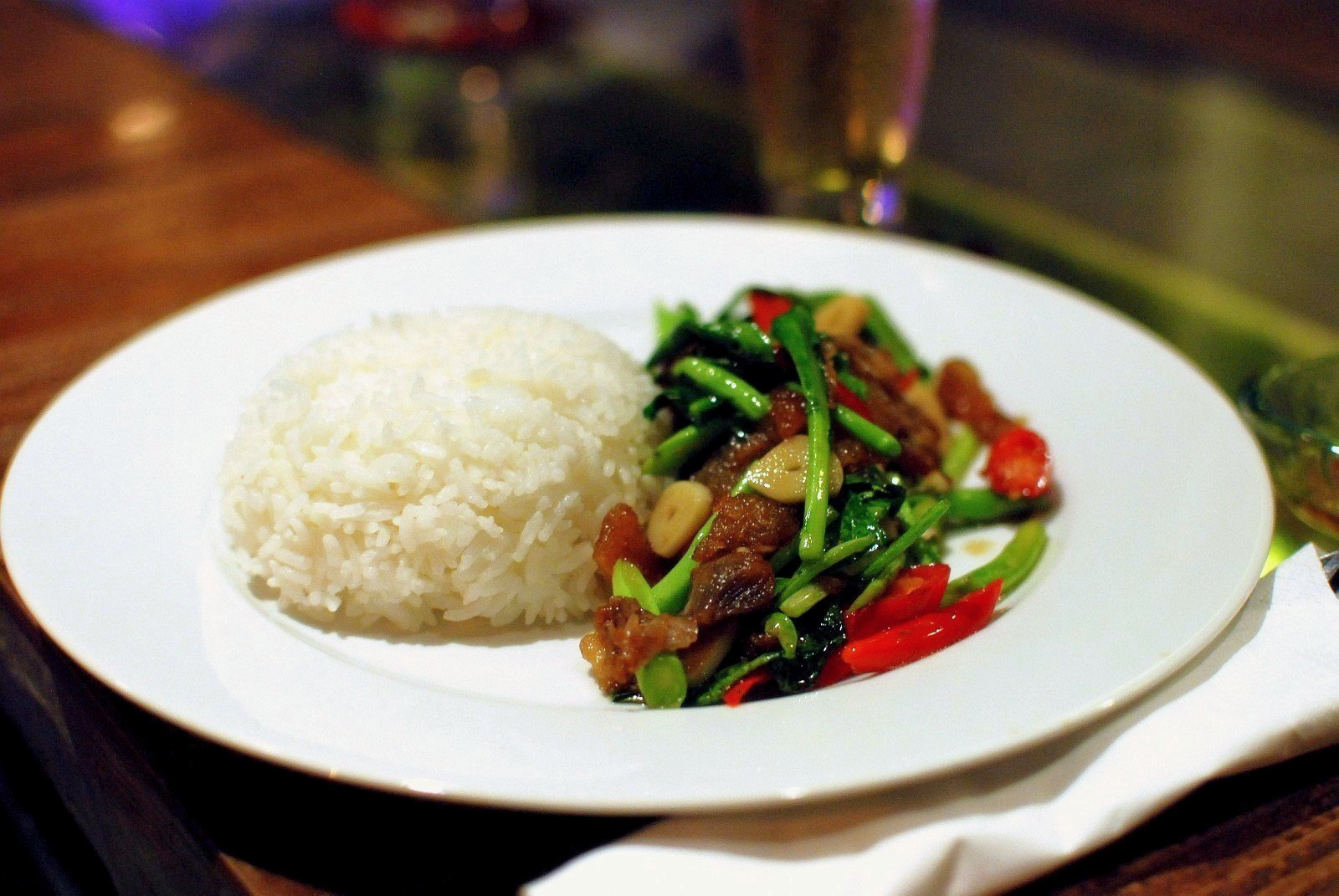
Phak khana mu krop à la thaï.
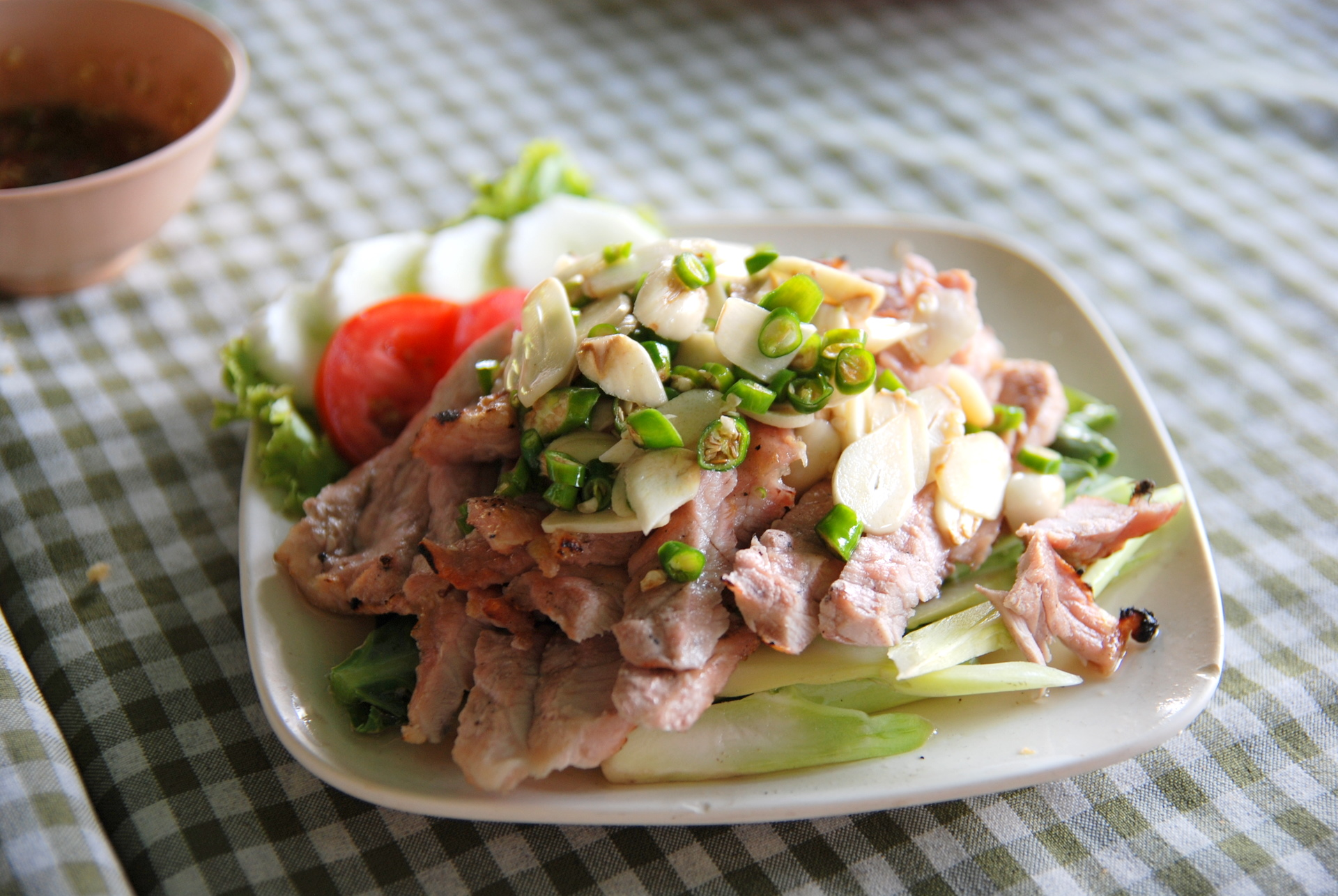
Mu manao, à la thaï.